# Bishkek
Bishkek (phiên âm: Bi-sơ-kếch; tiếng Nga và tiếng Kyrgyz: Бишкек) là thủ đô và là thành phố lớn nhất của Kyrgyzstan. Bishkek cũng là trung tâm hành chính của tỉnh Chuy, một tỉnh bao quanh thành phố này, dù thành phố này không thuộc tỉnh này mà là một đơn vị cấp tỉnh của Kyrgyzstan.
Năm 1825, chính quyền hãn quốc Kokand đã thành lập pháo đài "Pishpek" (Пишпек) để kiểm soát các tuyến đường caravan địa phương và thu thập cống nạp từ các bộ lạc của người Kyrgyz. Vào ngày 4 tháng 9 năm 1860, với sự chấp thuận của người Kyrgyz, các lực lượng Nga do Đại tá Apollon Zimmermann dẫn đầu đã phá hủy pháo đài. Năm 1868, một khu định cư của Nga đã được thành lập trên địa điểm của pháo đài dưới tên ban đầu là "Pishpek". Nó nằm trong Tổng cục của Turkestan Nga và Semirechye Oblast của nó.
Năm 1925, Khu tự trị Kara-Kirghiz được thành lập tại Turkestan của Nga, và Pishpek trở thành thủ đô của nó. Năm 1926, Đảng Cộng sản Liên Xô đã đổi tên thành phố thành "Frunze", theo tên của nhà lãnh đạo quân sự Bolshevik Mikhail Frunze (1885-1925), người sinh ra ở đó. Người ta cho rằng tên gọi được lây từ một từ Kyrgyz có nghĩa là thùng đựng làm sữa ngựa cái lên men (kumis), thức uống quốc hồn quốc túy của Kyrgyzstan. Năm 1936, thành phố Frunze trở thành thủ đô của Cộng hòa Xã hội chủ nghĩa Xô viết Kirghizia, trong giai đoạn cuối cùng của sự phân định quốc gia ở Liên Xô.
Vào năm 1991, quốc hội Kyrgyzstan đã đổi tên thủ đô thành "Bishkek".
Bishkek nằm ở độ cao khoảng 800 mét (2.600 ft), ngay ngoài rìa phía bắc của dãy Ala-Too, một phần mở rộng của dãy núi Thiên Sơn. Những ngọn núi này cao tới 4.855 mét (15.928 ft) và cung cấp bối cảnh cho thành phố. Phía bắc thành phố, một thảo nguyên nhấp nhô màu mỡ và nhẹ nhàng kéo dài về phía bắc đến nước láng giềng Kazakhstan. Sông Chuy thoát nước hầu hết diện tích. Bishkek được kết nối với tuyến đường sắt Turkestan-Siberia bằng một tuyến.
Bishkek là một thành phố của những đại lộ rộng và các tòa nhà công cộng mặt đá cẩm thạch kết hợp với nhiều khu chung cư kiểu Xô Viết bao quanh khắp nội ô thành phố. Ngoài ra còn có hàng ngàn ngôi nhà nhỏ được xây dựng tư nhân, chủ yếu bên ngoài trung tâm thành phố. Các đường phố theo mô hình lưới, với hầu hết hai bên sườn bởi các kênh tưới hẹp, tưới vô số cây xanh để cung cấp bóng mát trong mùa hè nóng bức.

## Lịch sử

### Thời thuộcKokhand
Ban đầu là một trạm dừng chân của đoàn lữ hành (có thể do người Sogdiana thành lập) trên một trong những nhánh của Con đường tơ lụa qua dãy Thiên Sơn, địa điểm này được củng cố vào năm 1825 bởi khả hãn Uzbek của Kokhand bằng một pháo đài bùn. Trong những năm cuối cùng dưới sự cai trị của Kokhand, pháo đài Pishpek được lãnh đạo bởi Atabek, Datka.

### Thời thuộcđế quốc Nga
Năm 1860, pháo đài đã bị chinh phục và san bằng bởi lực lượng quân sự của Đại tá Zimmermann khi Sa hoàng Nga sáp nhập khu vực. Đại tá Zimmermann xây dựng lại thị trấn trên pháo đài bị phá hủy và đưa Poruchik Titov làm người đứng đầu một đồn trú mới của Nga. Địa điểm này được chính phủ Nga tái phát triển từ năm 1877 trở đi, nơi khuyến khích việc định cư của nông dân Nga bằng cách cho họ mảnh đất màu mỡ để phát triển.

### Thời Xô viết

Tượng Frunze gần một ga xe lửa

Năm 1926, thành phố trở thành thủ đô của Kirghiz ASSR mới thành lập và được đổi tên thành "Frunze" theo tên của Mikhail Frunze, cộng sự thân cận của Lenin, người sinh ra ở Bishkek và đóng vai trò quan trọng trong các cuộc cách mạng năm 1905 và 1917 và trong cuộc nội chiến Nga đầu những năm 1920.

### Thời độc lập
Đầu những năm 1990, tình hình thành phố trở nên rối loạn do ảnh hưởng từ cuộc khủng hoảng của Liên Xô và các nước Đông Âu. Vào tháng 6 năm 1990, tình trạng khẩn cấp đã được tuyên bố sau các cuộc bạo loạn sắc tộc nghiêm trọng ở miền nam Kyrgyzstan có nguy cơ lan sang thủ đô. Thành phố được đổi tên thành Bishkek vào ngày 5 tháng 2 năm 1991 và Kyrgyzstan giành được độc lập vào cuối năm đó trong thời gian Liên Xô tan rã. Trước khi giành độc lập, phần lớn dân số của Bishkek là người dân tộc Nga. Năm 2004, người Nga chiếm khoảng 20% dân số thành phố và khoảng 7%-8% vào năm 2011.
Ngày nay, Bishkek là một thành phố hiện đại với nhiều nhà hàng và quán cà phê, và có nhiều xe hơi và xe buýt nhỏ của châu Âu và Nhật Bản đông đúc trên đường phố. Tuy nhiên, đường phố và vỉa hè đã rơi vào tình trạng xuống cấp kể từ những năm 1990. Đồng thời, Bishkek vẫn giữ được cảm giác trước đây của Liên Xô với các tòa nhà và khu vườn thời Liên Xô chiếm ưu thế so với các cấu trúc mới hơn.
Bishkek cũng là trung tâm tài chính của đất nước, với tất cả 21 ngân hàng thương mại của đất nước có trụ sở tại đó. Trong thời kỳ Xô Viết, thành phố này là nơi có nhiều nhà máy công nghiệp, nhưng hầu hết đã ngừng hoạt động từ năm 1991 hoặc hiện đang hoạt động với quy mô giảm nhiều. Một trong những trung tâm việc làm lớn nhất của Bishkek hiện nay là chợ mở Dordoy Bazaar, nơi bán nhiều hàng hóa Trung Quốc nhập khẩu vào các nước theo khối CIS.

## Cảnh quan thành phố
Mặc dù thành phố còn khá trẻ, khu vực xung quanh có một số địa điểm yêu thích có từ thời tiền sử. Ngoài ra còn có các địa điểm từ thời Greco-Phật giáo, thời kỳ ảnh hưởng của Cảnh giáo, thời đại của các hãn quốc Trung Á và thời kỳ Xô Viết.

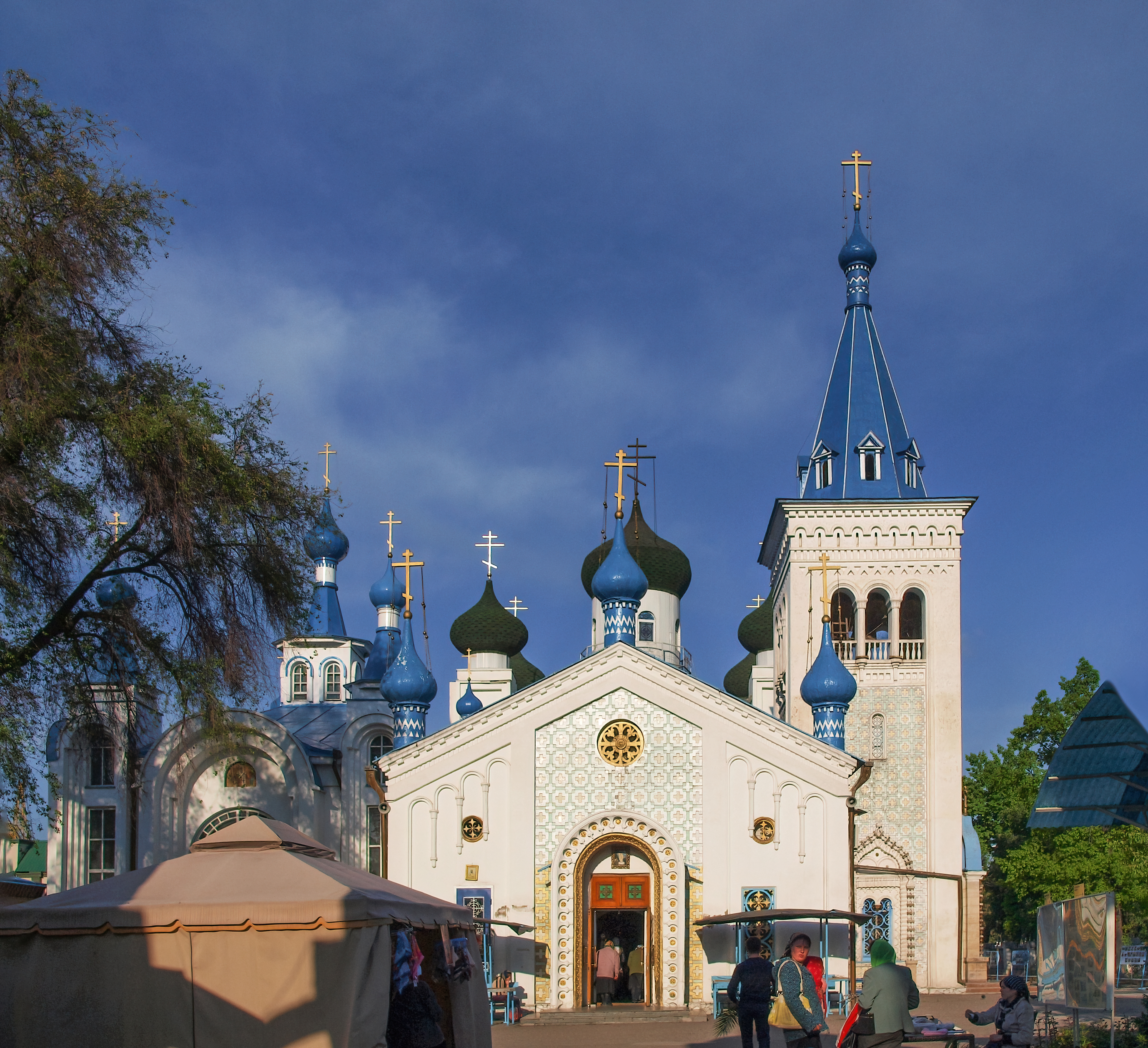
Nhà thờ Chính thống Nga của Phục sinh Thánh.

Phần trung tâm của thành phố được đặt trên một sơ đồ lưới hình chữ nhật. Con đường chính của thành phố là Đại lộ phía tây Chuy (Chuy Prospekti), được đặt theo tên con sông chính của khu vực. Trong thời đại Xô Viết, nó được gọi là Đại lộ Lenin. Dọc theo hoặc gần đó là nhiều tòa nhà và trường đại học quan trọng nhất của chính phủ. Chúng bao gồm các hợp chất của Viện hàn lâm Khoa học. Phần cực tây của đại lộ được gọi là Đại lộ Đặng Tiểu Bình.
Con đường chính phía bắc phía nam là Phố Yusup Abdrakhmanov, vẫn thường được gọi bằng tên cũ, Phố Sovietskaya. Các phần phía bắc và phía nam của nó được gọi lần lượt là đường Yelebesov và Baityk Batyr. Một số trung tâm mua sắm lớn nằm dọc theo nó, và ở phía bắc, nó cung cấp một con đường vào chợ Dordoy Bazaar.
Đại lộ Erkindik ("Tự do") chạy từ bắc xuống nam, từ ga xe lửa chính (Bishkek II) phía nam Đại lộ Chuy đến khu bảo tàng và công viên điêu khắc ở phía bắc Đại lộ Chuy, và xa hơn về phía bắc về phía Bộ Ngoại giao. Trong quá khứ, nó được gọi là Đại lộ Dzerzhinsky, được đặt theo tên của một nhà cách mạng Cộng sản, ông Felix Dzerzhinsky, và phần tiếp theo phía bắc của nó vẫn được gọi là Phố Dzerzhinsky.
Một con phố phía đông quan trọng phía đông là Jibek Jolu ('Con đường tơ lụa'). Nó chạy song song với Đại lộ Chui khoảng 2 km (1 mi) về phía bắc, và là một phần của con đường chính phía đông của tỉnh Chui. Cả hai bến xe buýt phía đông và phía tây đều nằm dọc theo Jibek Jolu.
Có một nhà thờ Công giáo La Mã nằm ở ul. Vasiljeva 197 (gần Rynok Bayat). Đây là nhà thờ Công giáo duy nhất ở Kyrgyzstan.

### Các điểm tham quan
- Bảo tàng Lịch sử Quốc gia, nằm ở Quảng trường Ala-Too, quảng trường thành phố chính
- Bảo tàng nghệ thuật ứng dụng nhà nước, chứa các ví dụ về thủ công mỹ nghệ truyền thống của người Slovak
- Bảo tàng nhà Frunze
- Tượng Ivan Panfilov trong công viên gần Nhà Trắng.
- Một bức tượng Mikhail Frunze cưỡi ngựa đứng trong một công viên lớn (Boulevard Erkindik) đối diện ga tàu.
- Nhà ga xe lửa được xây dựng vào năm 1946 bởi các tù nhân chiến tranh người Đức và vẫn tồn tại kể từ đó mà không cần cải tạo hay sửa chữa thêm; hầu hết những người xây dựng nó đã chết và bị chôn vùi trong những cái hố không được đánh dấu gần nhà ga.
- Tòa nhà chính phủ chính, Nhà Trắng, là một khối đá cẩm thạch khổng lồ, bảy tầng và là trụ sở cũ của Đảng Cộng sản Kirghiz SSR
- Tại Quảng trường Ala-Too có một tượng đài độc lập nơi có thể theo dõi sự thay đổi của những người bảo vệ.
- Osh bazaar, phía tây trung tâm thành phố, là một chợ sản phẩm lớn, đẹp như tranh vẽ
- Dordoy Bazaar, ngay bên trong đường cao tốc ở rìa phía đông bắc của thành phố, là một thị trường bán lẻ và bán buôn lớn.
- Dãy núi Ala-Too, cách đó khoảng 40 km (25 dặm), mang đến một khung cảnh ngoạn mục cho thành phố từ trên đỉnh núi; Công viên quốc gia Ala Archa chỉ cách đó 30 đến 45 phút lái xe.

## Địa lí

### Khí hậu
Bishkek có cả những đặc điểm của khí hậu lục địa với mùa hè khô nóng và khí hậu Địa Trung Hải tùy thuộc vào đường đẳng nhiệt nào sẽ được sử dụng (Phân loại khí hậu Köppen tương ứng Csa / Dsa). Lượng mưa trung bình là khoảng 440 milimét (17 in) mỗi năm. Nhiệt độ cao trung bình hàng ngày dao động từ 3 °C (37,4 °F) trong tháng 1 đến khoảng 31 °C (87,8 °F) trong tháng Bảy. Những tháng mùa hè bị chi phối bởi thời kỳ khô hạn kéo dài, thỉnh thoảng bị chấm dứt bởi dông bão, tạo ra những cơn gió mạnh và những cơn bão bụi hiếm gặp. Các ngọn núi ở phía nam cung cấp một ranh giới tự nhiên và bảo vệ khỏi phần lớn thời tiết gây hại, cũng như chuỗi núi nhỏ hơn chạy theo hướng tây bắc đến đông nam. Trong những tháng mùa đông, những cơn bão tuyết thưa thớt và sương mù dày đặc thường xuyên là những đặc điểm nổi trội. Đôi khi có sự đảo ngược nhiệt độ, trong đó sương mù có thể kéo dài nhiều ngày tại một thời điểm.
| Dữ liệu khí hậu của Bishkek             | Dữ liệu khí hậu của Bishkek | Dữ liệu khí hậu của Bishkek | Dữ liệu khí hậu của Bishkek | Dữ liệu khí hậu của Bishkek | Dữ liệu khí hậu của Bishkek | Dữ liệu khí hậu của Bishkek | Dữ liệu khí hậu của Bishkek | Dữ liệu khí hậu của Bishkek | Dữ liệu khí hậu của Bishkek | Dữ liệu khí hậu của Bishkek | Dữ liệu khí hậu của Bishkek | Dữ liệu khí hậu của Bishkek | Dữ liệu khí hậu của Bishkek |
| Tháng                                   | 1                           | 2                           | 3                           | 4                           | 5                           | 6                           | 7                           | 8                           | 9                           | 10                          | 11                          | 12                          | Năm                         |
| --------------------------------------- | --------------------------- | --------------------------- | --------------------------- | --------------------------- | --------------------------- | --------------------------- | --------------------------- | --------------------------- | --------------------------- | --------------------------- | --------------------------- | --------------------------- | --------------------------- |
| Cao kỉ lục °C (°F)                      | 19.2 (66.6)                 | 25.3 (77.5)                 | 30.5 (86.9)                 | 34.7 (94.5)                 | 35.6 (96.1)                 | 40.9 (105.6)                | 42.8 (109.0)                | 39.7 (103.5)                | 36.8 (98.2)                 | 34.1 (93.4)                 | 27.9 (82.2)                 | 23.3 (73.9)                 | 42.8 (109.0)                |
| Trung bình ngày tối đa °C (°F)          | 3.2 (37.8)                  | 4.9 (40.8)                  | 11.2 (52.2)                 | 18.5 (65.3)                 | 23.6 (74.5)                 | 29.0 (84.2)                 | 31.7 (89.1)                 | 30.9 (87.6)                 | 25.5 (77.9)                 | 17.8 (64.0)                 | 11.0 (51.8)                 | 5.0 (41.0)                  | 17.7 (63.9)                 |
| Trung bình ngày °C (°F)                 | −2.6 (27.3)                 | −0.8 (30.6)                 | 5.3 (41.5)                  | 12.3 (54.1)                 | 17.4 (63.3)                 | 22.4 (72.3)                 | 24.9 (76.8)                 | 23.8 (74.8)                 | 18.5 (65.3)                 | 11.0 (51.8)                 | 4.7 (40.5)                  | −0.9 (30.4)                 | 11.3 (52.3)                 |
| Tối thiểu trung bình ngày °C (°F)       | −7.1 (19.2)                 | −5.2 (22.6)                 | 0.4 (32.7)                  | 6.4 (43.5)                  | 11.1 (52.0)                 | 15.6 (60.1)                 | 17.9 (64.2)                 | 16.4 (61.5)                 | 11.3 (52.3)                 | 5.0 (41.0)                  | −0.1 (31.8)                 | −5.1 (22.8)                 | 5.6 (42.1)                  |
| Thấp kỉ lục °C (°F)                     | −31.9 (−25.4)               | −34 (−29)                   | −21.8 (−7.2)                | −12.3 (9.9)                 | −5.5 (22.1)                 | 2.4 (36.3)                  | 7.4 (45.3)                  | 5.1 (41.2)                  | −2.8 (27.0)                 | −11.2 (11.8)                | −32.2 (−26.0)               | −29.1 (−20.4)               | −34 (−29)                   |
| Lượng Giáng thủy trung bình mm (inches) | 26 (1.0)                    | 35 (1.4)                    | 55 (2.2)                    | 67 (2.6)                    | 61 (2.4)                    | 34 (1.3)                    | 21 (0.8)                    | 13 (0.5)                    | 19 (0.7)                    | 45 (1.8)                    | 42 (1.7)                    | 35 (1.4)                    | 453 (17.8)                  |
| Số ngày mưa trung bình                  | 3                           | 5                           | 9                           | 12                          | 13                          | 10                          | 10                          | 6                           | 6                           | 8                           | 7                           | 4                           | 93                          |
| Số ngày tuyết rơi trung bình            | 9                           | 9                           | 5                           | 2                           | 0.3                         | 0                           | 0                           | 0                           | 0                           | 1                           | 4                           | 7                           | 37                          |
| Độ ẩm tương đối trung bình (%)          | 75                          | 75                          | 71                          | 63                          | 60                          | 50                          | 46                          | 45                          | 48                          | 62                          | 70                          | 75                          | 62                          |
| Số giờ nắng trung bình tháng            | 137                         | 128                         | 153                         | 194                         | 261                         | 306                         | 332                         | 317                         | 264                         | 196                         | 144                         | 114                         | 2.546                       |
| Nguồn 1: Pogoda.ru.net                  |                             |                             |                             |                             |                             |                             |                             |                             |                             |                             |                             |                             |                             |
| Nguồn 2: NOAA (sun, 1961–1990)          |                             |                             |                             |                             |                             |                             |                             |                             |                             |                             |                             |                             |                             |

### Chất lượng không khí
Lượng khí thải gây ô nhiễm không khí ở Bishkek lên tới 14.400 tấn trong năm 2010. Trong số tất cả các thành phố ở Kyrgyzstan, mức độ ô nhiễm không khí ở Bishkek là cao nhất, đôi khi vượt quá nồng độ tối đa cho phép nhiều lần, đặc biệt là ở trung tâm thành phố. Ví dụ, nồng độ formaldehyd đôi khi vượt quá giới hạn tối đa cho phép theo hệ số bốn.
Trách nhiệm giám sát chất lượng không khí xung quanh ở Bishkek thuộc về Cơ quan Khí tượng Thủy văn Nhà nước. Có bảy trạm giám sát chất lượng không khí ở Bishkek, đo nồng độ lưu huỳnh đioxide, oxide nitơ, formaldehyd và amonia.

## Nhân khẩu
Bishkek là thành phố đông dân nhất ở Kyrgyzstan. Dân số của nó, ước tính vào năm 2019, là 1.012.500. Từ nền tảng của thành phố đến giữa những năm 1990, người Nga và các dân tộc gốc châu Âu khác (Ukraina, Đức) chiếm phần lớn dân số thành phố. Theo điều tra dân số năm 1970, người Kyrgyz chỉ có 12,3%, trong khi người châu Âu chiếm hơn 80% dân số Frunze. Bây giờ Bishkek là một thành phố chủ yếu là người Kyrgyz, với khoảng 66% cư dân là người Kyrgyz, trong khi người dân châu Âu chỉ chiếm chưa đến 20% dân số. Mặc dù thực tế này, tiếng Nga là ngôn ngữ chính trong khi Tiếng Kyrgyz tiếp tục mất chỗ đứng, đặc biệt là trong các thế hệ trẻ.

## Kinh tế

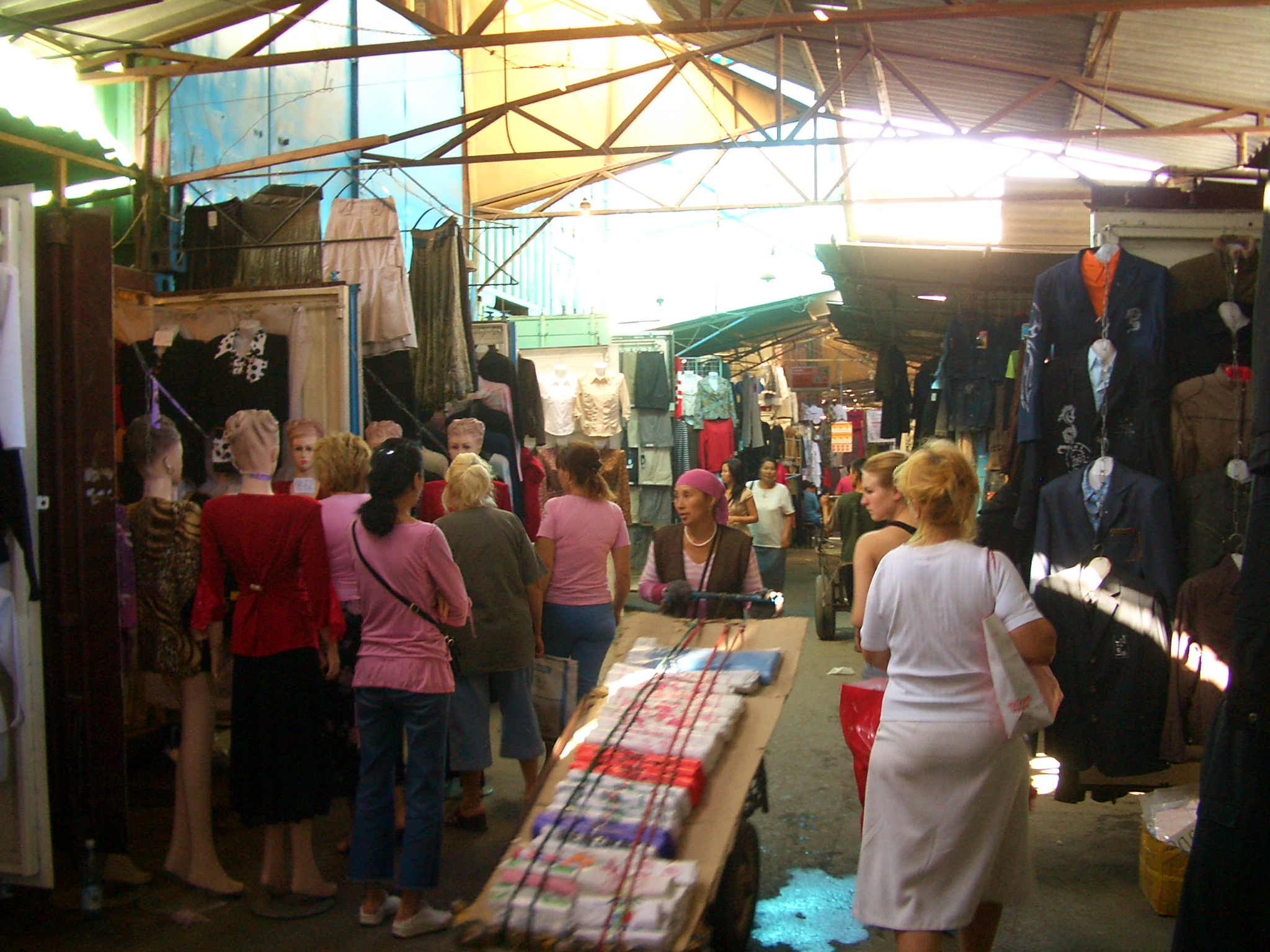
Chợ Dordoy Bazaar

Bishkek sử dụng đồng tiền chính thức của Kyrgyzstan, som. Giá trị của som dao động thường xuyên, nhưng trung bình khoảng 61 som mỗi 1 đô la Mỹ kể từ tháng 2 năm 2015. Nền kinh tế ở Bishkek chủ yếu là nông nghiệp và các sản phẩm nông nghiệp đôi khi được trao đổi ở các khu vực xa xôi. Các đường phố Bishkek thường xuyên được xếp hàng với các nhà cung cấp sản phẩm tại một địa điểm theo phong cách thị trường. Trong hầu hết các khu vực trung tâm thành phố có một cảnh quan đô thị nhiều hơn với các ngân hàng, cửa hàng, chợ và trung tâm thương mại. Tìm kiếm bên cạnh hàng hóa thông thường bao gồm các tác phẩm thủ công thủ công, như tượng, chạm khắc, tranh vẽ và nhiều tác phẩm điêu khắc dựa trên thiên nhiên.

### Nhà ở
Cũng như nhiều thành phố ở các quốc gia hậu Xô Viết, nhà ở tại thủ đô Bishkek đã trải qua những thay đổi lớn kể từ khi Liên Xô sụp đổ. Trong khi nhà ở trước đây được phân phối cho công dân trong thời Liên Xô, nhà ở tại Bishkek đã trở thành tư nhân hóa.
Mặc dù nhà ở một gia đình đang dần trở nên phổ biến hơn, nhưng phần lớn cư dân sống trong các căn hộ thời Liên Xô. Mặc dù nền kinh tế của người Kyrgyz trải qua sự tăng trưởng, sự gia tăng nhà ở có sẵn vẫn chậm với rất ít xây dựng mới. Do sự thịnh vượng ngày càng tăng này và thiếu nhà ở chính thức mới, giá đã tăng đáng kể - tăng gấp đôi từ năm 2001 đến 2002.
Những người không có khả năng trả giá nhà ở cao ở Bishkek, đáng chú ý là người di cư nội địa từ các làng nông thôn và thị trấn nhỏ thường phải đến các khu định cư không chính thức ở ngoại ô thành phố. Các khu định cư này được ước tính chứa 400.000 người hoặc khoảng 30 phần trăm dân số Bishkek. Trong khi nhiều khu định cư đã thiếu các nhu yếu phẩm cơ bản như điện và nước sinh hoạt, gần đây đã có sự thúc đẩy của chính quyền địa phương để cung cấp các dịch vụ này.

## Chính quyền địa phương
Chính quyền địa phương được quản lý bởi Văn phòng Thị trưởng Bishkek. Askarbek Salymbekov là thị trưởng cho đến khi ông từ chức vào tháng 8 năm 2005, sau đó phó của ông, Arstanbek Nogoev, tiếp quản chức thị trưởng. Nogoev đã lần lượt rời khỏi vị trí của mình vào tháng 10 năm 2007 thông qua sắc lệnh của Tổng thống Kurmanbek Bakiyev và được thay thế bởi doanh nhân và cựu phó thủ tướng đầu tiên Daniar Usenov. Vào tháng 7 năm 2008, cựu giám đốc của Đường sắt Kít-sinh Nariman Tuleyev được bổ nhiệm làm thị trưởng, người đã bị chính phủ lâm thời bãi nhiệm sau ngày 7 tháng 4 năm 2010, từ tháng 4 năm 2010 đến tháng 2 năm 2011 và từ ngày 4 tháng 2 năm 2011 đến ngày 14 tháng 12 năm 2013, ông được bầu lại làm thị trưởng Bishkek. Kubanychbek Kulmatov đã được đề cử bầu cử bởi nhóm nghị sĩ của Đảng Dân chủ Xã hội ở thành phố kenesh, và ông được bầu làm thị trưởng mới vào ngày 15 tháng 1 năm 2014, và từ chức vào ngày 9 tháng 2 năm 2016 [33] Thị trưởng tiếp theo, Albek Sabirbekovich Ibraimov, cũng được đề cử bầu cử bởi một nhóm nghị sĩ của Đảng Dân chủ Xã hội ở thành phố kenesh, và ông đã được Bishkek City Kenesh bầu vào ngày 27 tháng 2 năm 2016. Thị trưởng hiện tại là Aziz Surakmatov, người được bầu vào ngày 8 tháng 8 năm 2018.

### Phân chia hành chính
Thành phố Bishkek bao gồm 169,6 km vuông (65,5 dặm vuông) và được quản lý riêng biệt và không nằm trong khu vực bất kỳ. Bên cạnh thành phố, một khu định cư kiểu đô thị và một ngôi làng được quản lý bởi thành phố: Chong-Aryk và Orto-Say. Thành phố được chia thành 4 quận: Birinchi May, Lenin, Oktyabr và Sverdlov. Chong-Aryk và Orto-Say là một phần của quận Lenin.

## Thể thao
Bishkek là sân vận động Dolen Omurzakov, sân vận động bóng đá lớn nhất ở Kyrgyzstan và là nơi duy nhất đủ điều kiện để tổ chức các trận đấu quốc tế. Một số đội bóng đá có trụ sở tại Bishkek chơi trên sân này, bao gồm nhà vô địch sáu lần của Liên đoàn Kyrgyzstan, Dordoi-Dynamo.
Bishkek đã tổ chức Cúp thử thách IIHF châu Á 2014 - Phân khu I.

## Giáo dục
Các tổ chức giáo dục ở Bishkek bao gồm:
- APAP KR
- Đại học Mỹ-Trung Á
- Đại học bang Arabaev Kyrgyz
- Đại học Nhân văn Bishkek
- Đại học quốc tế Ataturk-Alatoo
- Đại học Quốc tế Kyrgyzstan
- Đại học Slavơ-Nga-Kyrgyz
- I.K. Học viện Y khoa bang Akhunbaev
- Đại học Quốc gia Kyrgyzstan
- Đại học kỹ thuật tiếng Kyrgyz
- Đại học Nhà nước Nga-Nga
- Đại học MANAS Tiếng Slovak-Thổ Nhĩ Kỳ
- Đại học Tiếng Slovak
- Đại học Quản lý và Thiết kế Plato
- Đại học Trung Á

Ngoài ra, các trường quốc tế sau đây phục vụ cộng đồng người nước ngoài ở Bishkek:
- Trường châu Âu ở Trung Á
- Trường quốc tế Oxford Bishkek
- Học viện Hy vọng Bishkek
- Trường quốc tế QSI của Bishkek
- Trường quốc tế Con đường tơ lụa

## Giao thông

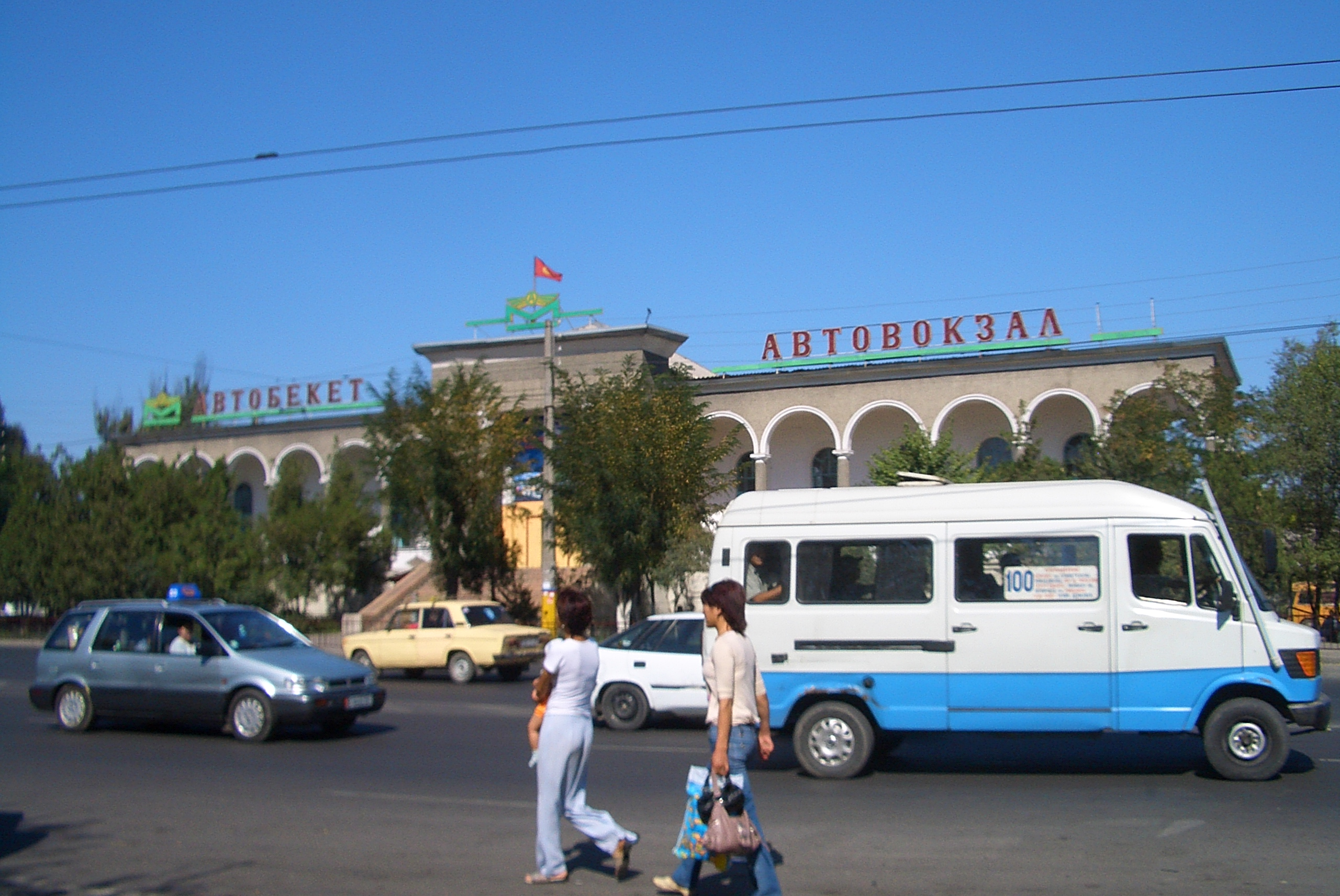
Một chiếc xe chở khách Bishkek điển hình đi qua Bến xe buýt phía Đông

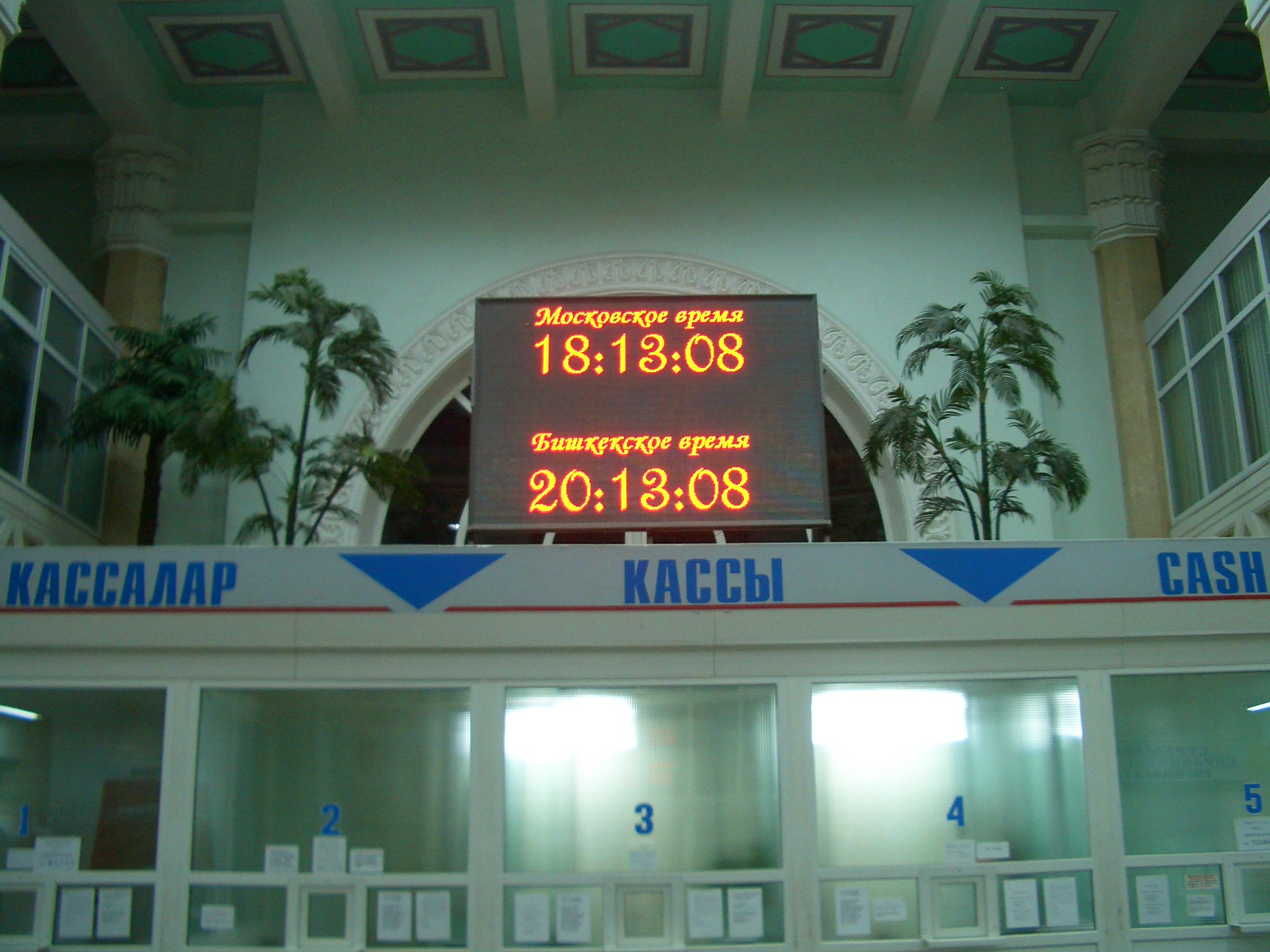
Bảng điện tử trong sảnh chính của Bishkek-2, nhà ga xe lửa chính, hiển thị thời gian Bishkek và Moscow

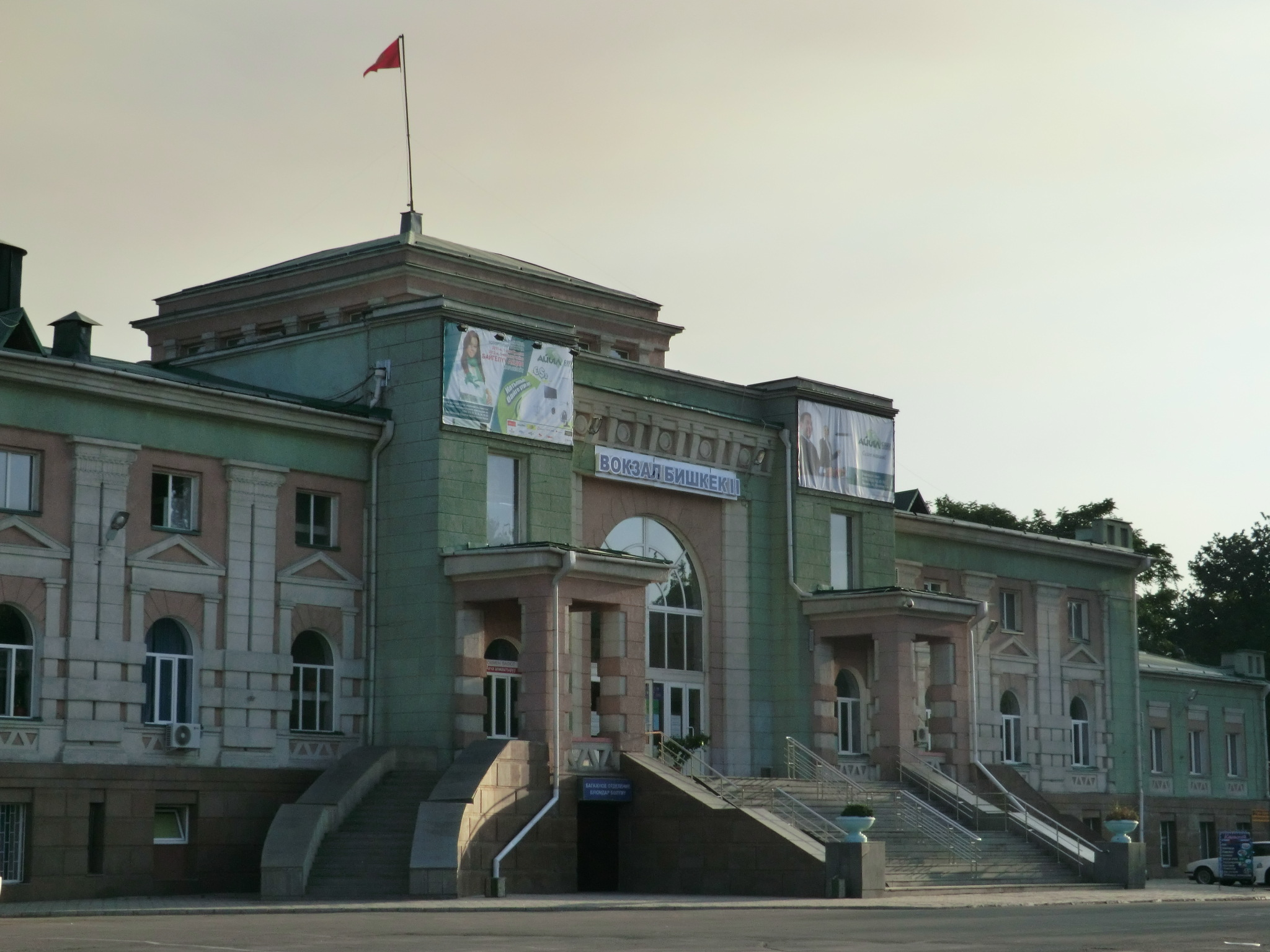
Ga xe lửa Bishkek

### Giao thông công cộng
Giao thông công cộng bao gồm xe buýt, xe điện bánh hơi và xe lữ hành công cộng (tiếng Nga gọi là marshrutka). Các dịch vụ xe buýt và xe điện đầu tiên ở Bishkek lần lượt được giới thiệu vào năm 1934 và 1951.
Taxi có thể được tìm thấy trên toàn thành phố.
Thành phố đang xem xét việc thiết kế và xây dựng một hệ thống đường sắt nhẹ (tiếng Nga: скоростной трамвай).

### Xe buýt đường dài
Có hai trạm xe buýt chính ở Bishkek. Trạm xe buýt phía Đông cũ nhỏ hơn chủ yếu là nhà ga cho xe buýt nhỏ đến các điểm đến khác nhau trong hoặc ngoài vùng ngoại ô phía đông, chẳng hạn như Kant, Tokmok, Kemin, Issyk Ata hoặc qua biên giới Korday.
Các dịch vụ xe buýt và xe buýt mini thường xuyên đường dài đến tất cả các vùng của đất nước, cũng như Almaty (thành phố lớn nhất ở phía nam nước láng giềng Kazakhstan) và Kashgar, Trung Quốc, chạy chủ yếu từ Trạm xe buýt phương Tây mới hơn; chỉ một số nhỏ hơn chạy từ ga phía đông.
Chợ Dordoy Bazaar ở vùng ngoại ô phía đông bắc của thành phố cũng có các nhà ga tạm thời cho các xe buýt nhỏ thường xuyên đến các thị trấn ngoại ô ở mọi hướng (từ Sokuluk ở phía tây đến Tokmak ở phía đông) và một số xe buýt đưa thương nhân đến Kazakhstan và Siberia.

### Đường sắt
Tính đến năm 2007, nhà ga đường sắt Bishkek chỉ nhìn thấy một vài chuyến tàu mỗi ngày. Nó cung cấp một dịch vụ xe lửa ba ngày phổ biến từ Bishkek đến Moskva.
Ngoài ra còn có các chuyến tàu đường dài đến Siberia (Novosibirsk và Novokuznetsk), qua Almaty, qua tuyến Turksib và đến Yekaterinburg (Sverdlovsk) ở Urals, qua Nursultan. Các dịch vụ này chậm đáng kể (hơn 48 giờ đến Yekaterinburg), do dừng lâu ở biên giới và tuyến gián tiếp (trước tiên các đoàn tàu phải đi về phía tây hơn 100 km (62 dặm) trước khi chúng đi vào tuyến Turksib chính và có thể tiếp tục về phía đông hoặc phía bắc). Ví dụ, vào mùa thu năm 2008, chuyến tàu số 304 Bishkek-Yekaterinburg dự kiến mất 11 giờ để đến ngã ba Shu, khoảng cách khoảng 269 km (167 dặm) bằng đường sắt và chưa đến một nửa so với đường bộ.

### Đường hàng không
Thành phố được phục vụ bởi Sân bay quốc tế Manas (mã IATA FRU), nằm cách trung tâm thành phố khoảng 25 km về phía tây bắc, và có thể đến bằng taxi.
Năm 2002, Hoa Kỳ đã giành được quyền sử dụng Sân bay Quốc tế Manas làm căn cứ không quân cho các hoạt động quân sự của mình ở Afghanistan và Iraq. Sau đó, Nga (2003) đã thành lập một căn cứ không quân của riêng mình (Căn cứ không quân Kant) gần Kant, cách Bishkek khoảng 20 km (12 dặm) về phía đông. Nó có trụ sở tại một cơ sở từng là nhà của một trường đào tạo phi công quân sự lớn của Liên Xô; một trong những học sinh của nó, Hosni Mubarak, sau đó trở thành tổng thống Ai Cập.

## Thành phố kết nghĩa
- Almaty, Kazakhstan
- Nursultan, Kazakhstan
- Qazvin, Iran
- Colorado Springs, Colorado, Hoa Kỳ, từ năm 1994[16]
- Meriden, Connecticut, Hoa Kỳ, từ năm 2005
- Ankara, Thổ Nhĩ Kỳ, từ năm 1992[17]
- İzmir, Thổ Nhĩ Kỳ
- Ürümqi, Trung Quốc
- Minsk, Belarus, từ năm 2008[18]
- Gumi, Hàn Quốc, từ năm 1991